# Стіл милосердя
Стіл милосердя (араб. مائدة الرحمن, — Ма’їдат ар-Рахман, букв. «стіл Милостивого») — традиція благодійної спільноти в Єгипті та арабському світі, де протягом місяця Рамадан надаються безкоштовні громадські обіди. Ініціатива спрямована на те, щоб запропонувати їжу тим, хто потребує допомоги, зокрема малозабезпеченим, мандрівникам і всім, хто не має змоги приготувати вечерю, сприяючи підтримці громади та солідарності.

## Історія
Практика спільних трапез у Єгипті розвивалася протягом десятиліть як прояв культури щедрості та соціальної відповідальності. Хоча вона особливо помітна під час Рамадану, її коріння сягає давніх традицій гостинності та взаємодопомоги в єгипетському суспільстві. Цей звичай набув широкого поширення в міських і сільських районах протягом ХХ століття, поширившись від невеликих сусідських ініціатив до великих організованих зібрань.

## Сучасна практика
У сучасному Єгипті Столи милосердя організовують у громадських місцях, таких як головні вулиці, площі та біля транспортних центрів. Зазвичай вони фінансуються місцевим бізнесом, філантропами та громадськими групами. Волонтери готують і роздають їжу, і деякі столи обслуговують сотні людей щовечора протягом усього Рамадану.
Їжа, яку подають на таких зібраннях, часто включає основні єгипетські страви, такі як рис, м’ясо (зазвичай яловичина або курка-гриль), овочі, салати, хліб, фініки та напої, такі як сік або вода. Атмосфера тут дружня і привітна, з великими столами, за якими сидять люди різного походження.

## Соціальний і культурний вплив
Стіл милосердя відіграє важливу роль у зміцненні зв'язків у громаді та заохоченні соціальної співпраці. Він відображає цінності турботи, інклюзивності та щедрості серед різних соціальних груп. В останні роки організатори також приділяють увагу питанням екології, зменшуючи кількість харчових відходів та обираючи екологічні матеріали для сервірування.

## Виклики та адаптація
Зростання цін на продукти харчування та економічні труднощі стали викликом для організаторів, що призвело до інноваційних рішень, таких як менші масштаби роздачі їжі, пакунки на винос або зусилля, орієнтовані на сусідів. Незважаючи на ці виклики, традиція продовжує процвітати завдяки активному залученню громадськості та волонтерству.